# The Darkness (album)
The Darkness è il decimo album in studio del gruppo musicale statunitense Twiztid, pubblicato nel 2015.

## Tracce
Testi e musiche di James Spaniolo & Paul Robert Methric.
1. Why Won't You Answer – 2:44
2. Afraid of the Dark – 1:27
3. In Hell – 4:35
4. Back to Hell – 3:36
5. Problems with Medication (featuring Sid Haig) – 0:26
6. A Little Fucked Up – 3:41
7. Boogieman (Skit) – 1:04
8. Boogieman – 4:23
9. Down Here – 4:48
10. Dr. Weasel (featuring Bill Moseley) – 0:43
11. F.T.S. – 3:20
12. Take It Away – 4:19
13. On and On – 3:03
14. No Breaks – 2:48
15. Seance – 3:08
16. The Exorcism – 1:02